# La Unión y el Cardonal
La Unión y el Cardonal är en ort i Mexiko.   Den ligger i kommunen Doctor Arroyo och delstaten Nuevo León, i den centrala delen av landet, 500 km norr om huvudstaden Mexico City. La Unión y el Cardonal ligger 1 657 meter över havet och antalet invånare är 473.
Terrängen runt La Unión y el Cardonal är platt åt nordost, men åt sydväst är den kuperad. Runt La Unión y el Cardonal är det mycket glesbefolkat, med 5 invånare per kvadratkilometer. La Unión y el Cardonal är det största samhället i trakten. Omgivningarna runt La Unión y el Cardonal är i huvudsak ett öppet busklandskap.